# Aagt Jafies
Aagt Jansdr Jafies (? - Haarlem, 2 augustus 1572) was een vrouw die in dienst van schout Jacob Foppens van ketterij verdachte personen verried.

## Werkwijze
Jafries ging op een slinkse manier te werk door dienstmaagden en kinderen uit te horen over de handel en wandel van meest welgestelde burgers die niet net als zij vrijwel elke eredienst bezochten noch zich om andere religieuze verplichtingen bekommerden. Na haar slachtoffers te hebben aangegeven bracht ze hen op de hoogte van de aanstaande veroordeling, die ze tegen hoge vergoedingen konden afkopen. Weigering moesten ze niet zelden met de dood bekopen.
Toen de stad de zijde van de protestanten koos, dreigde ze met hulp van schout en Spanjaarden de stad in vuur en vlam te zetten.

## Veroordeling
Nadat de Hollanders lucht kregen van het brandplan, werd ze ondervraagd. Ze bekende dit plan en reeds gepleegde misdaden, waarop ze op de brandstapel ter dood gebracht werd.